# Laminoir à fil
 (août 2024).

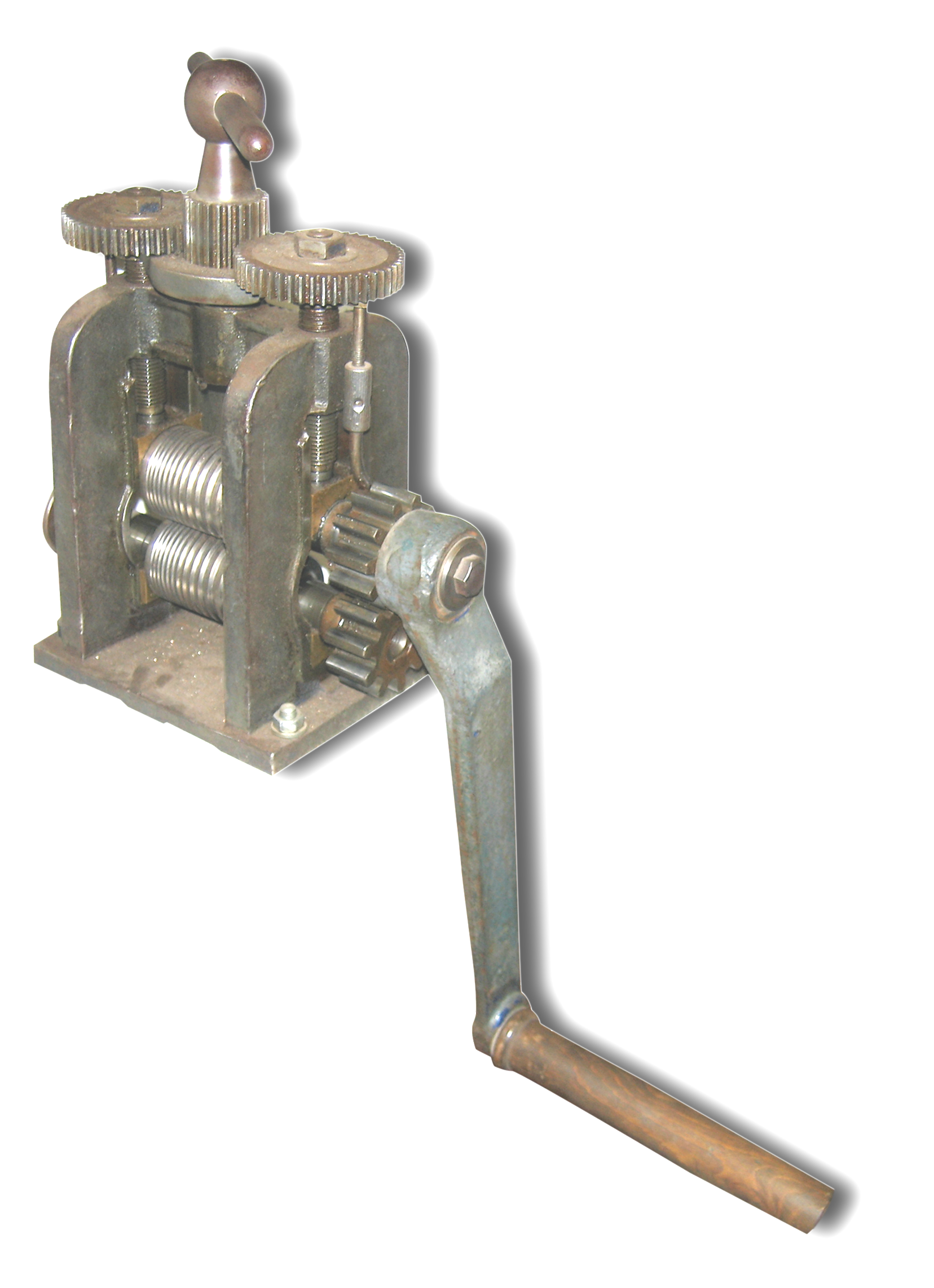
Laminoir à fils manuel.

Le laminoir à fils est un outil de bijoutier.
Il est composé de deux cylindres cannelés, tournant l'un au-dessus de l'autre en sens inverse et fixés dans un  bâti. L'intervalle qui les sépare se règle, permettant de choisir l'épaisseur d'un fil de section carrée ; celui-ci sera ensuite affiné à l’aide du banc à étirer.